# ذي اليمين (السياني)

تعديل مصدري - تعديل

ذي اليمين محلة تابعة لقرية العريش، التابعة لعزلة العارضة بمديرية السياني إحدى مديريات محافظة إب في الجمهورية اليمنية.، بلغ تعداد سكانها 339 حسب تعداد اليمن لعام 2004.